# 海王星辰
中国海王星辰连锁药店股份有限公司（：NPD）是一家主要銷售安全藥品的健康连锁药房。

## 历史
海王星辰於1995年創立，當時叫深圳市海王星辰医药有限公司，業務分佈於深圳、广州、昆明、成都、上海、杭州、苏州、宁波、大连、潍坊、天津、青岛等众多城市的2709家直营门店。2009年全年營業額為31億人民幣。公司於2007年11月9日在紐約證券交易所以美國預託證券成功上市。

## 外部連結
- 官方网站
- 海王星辰的新浪微博